# Скандолара-Равара
Скандолара-Равара (итал. Scandolara Ravara) — коммуна в Италии, располагается в регионе Ломбардия, подчиняется административному центру Кремона.
Население составляет 1585 человек, плотность населения составляет 93 чел./км². Занимает площадь 17 км². Почтовый индекс — 86040. Телефонный код — 0375.
В коммуне имеется приходской храм Успения Пресвятой Богородицы.